# 소가룡항
소가룡항은 경상남도 고성군 동해면 용정리에 있는 어항이다. 2002년 8월 6일 어촌정주어항으로 지정하여 관리하고 있다. 시설관리자는 고성군수이다.

## 어항 구역
- 수역: 소가룡선착장 동남쪽 해안바위 돌출부에서 북쪽 어장막(권현망)옆 해안바위 돌출부를 연결한 선내수면
- 육역: 경남 고성군 동해면 용정리 701-6번지 외 2필지

## 어항 시설
- 방파제(150m, 호안 51m, 선착장 122m

## 주요 어종
- 굴, 대구, 감성돔, 도다리, 갯가재, 물매기, 바지락 등